# Vietelmis ketua
Vietelmis ketua là một loài bọ cánh cứng trong họ Elmidae. Loài này được Kodada & Ciampor miêu tả khoa học năm 2000.